# Estádio Campo Desportivo
Estádio Campo Desportivo (chiń. upr. 澳门运动场; chiń. trad. 澳門運動場; pinyin Àomén Yùndòngchǎng) – wielofunkcyjny stadion położony na wyspie Taipa w Makau. Obecnie używany przede wszystkim jako stadion piłkarski, chociaż posiada również bieżnię. Stadion mieści 15 000 ludzi. 

## Galeria

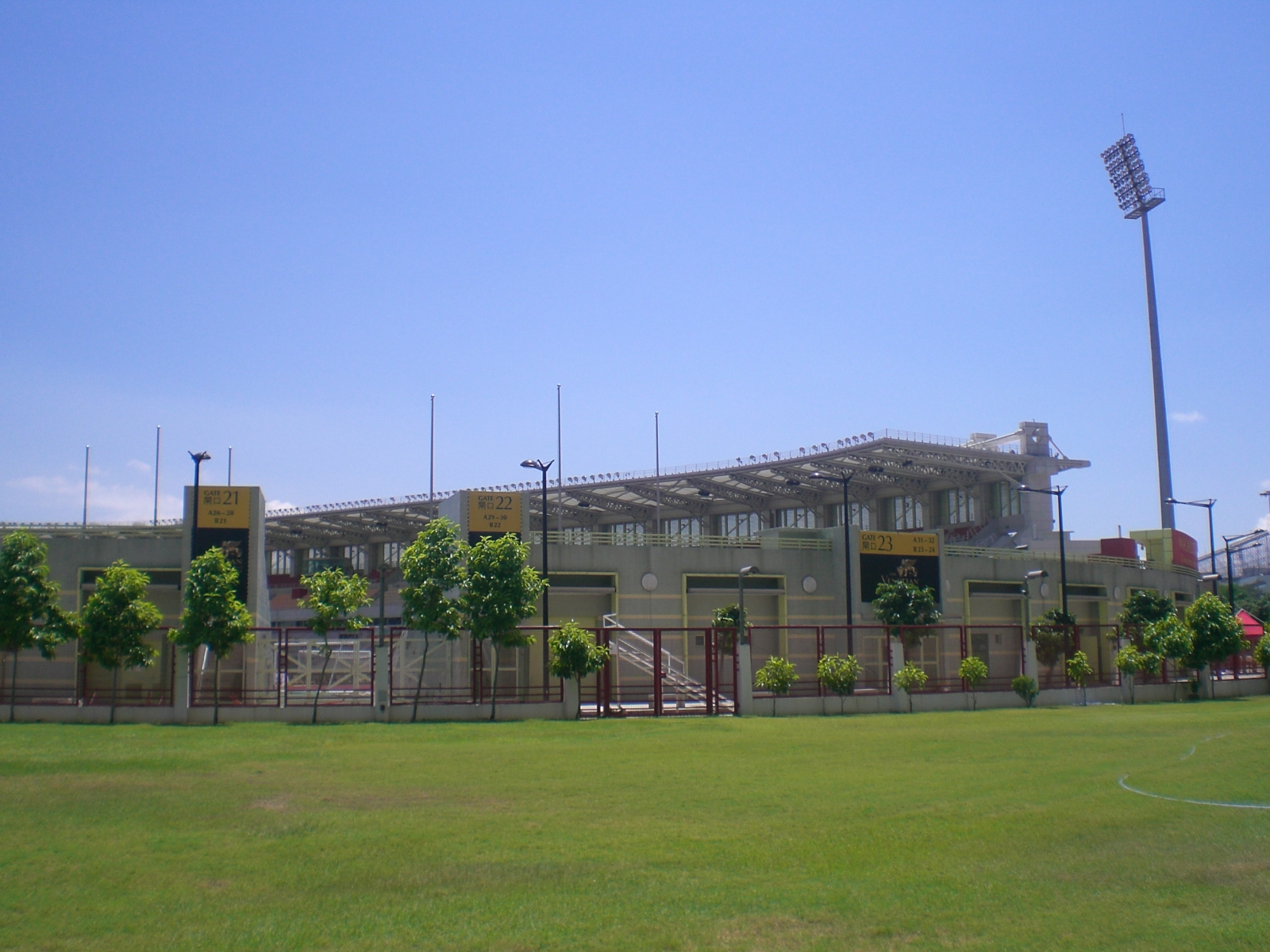
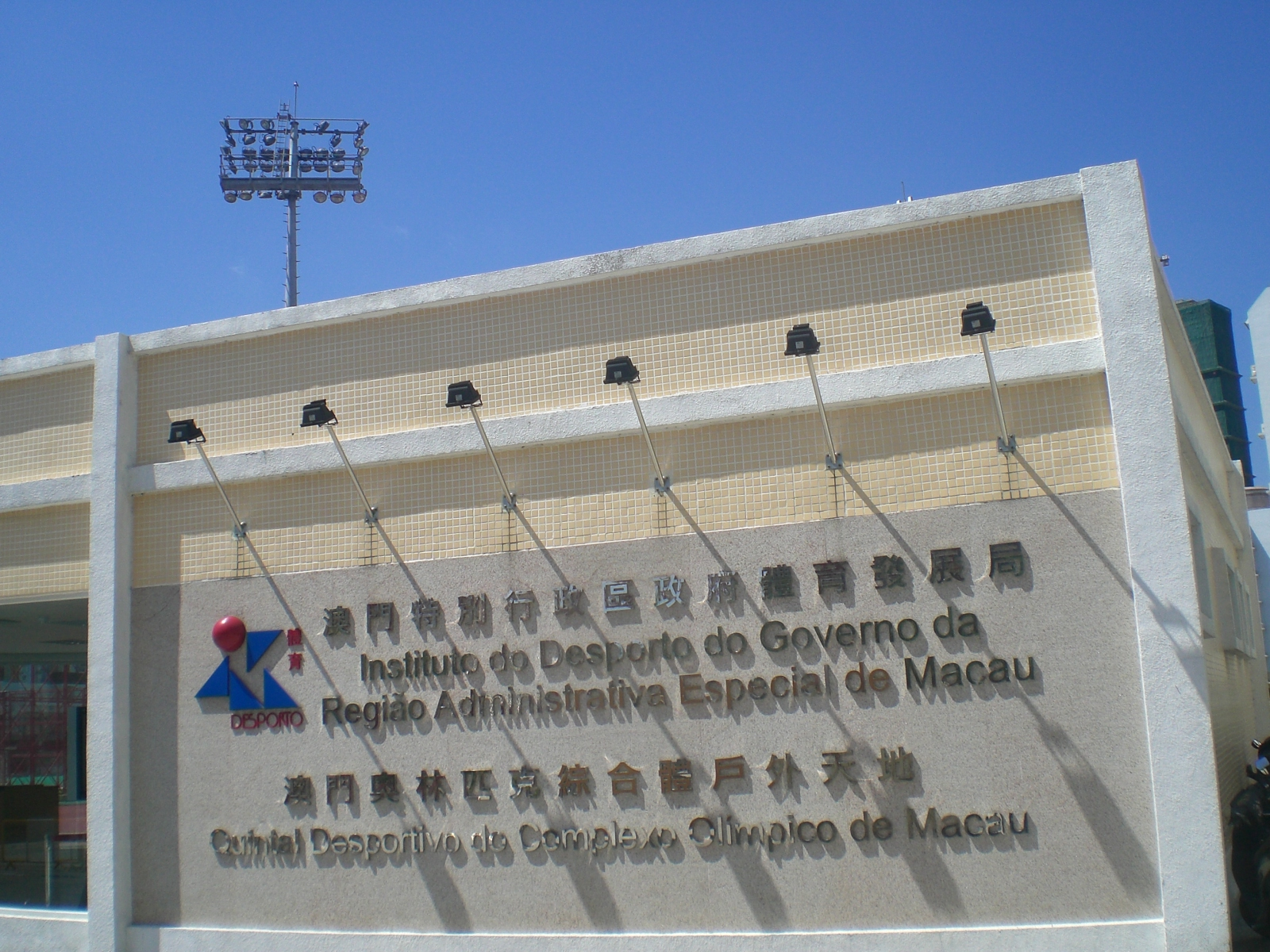
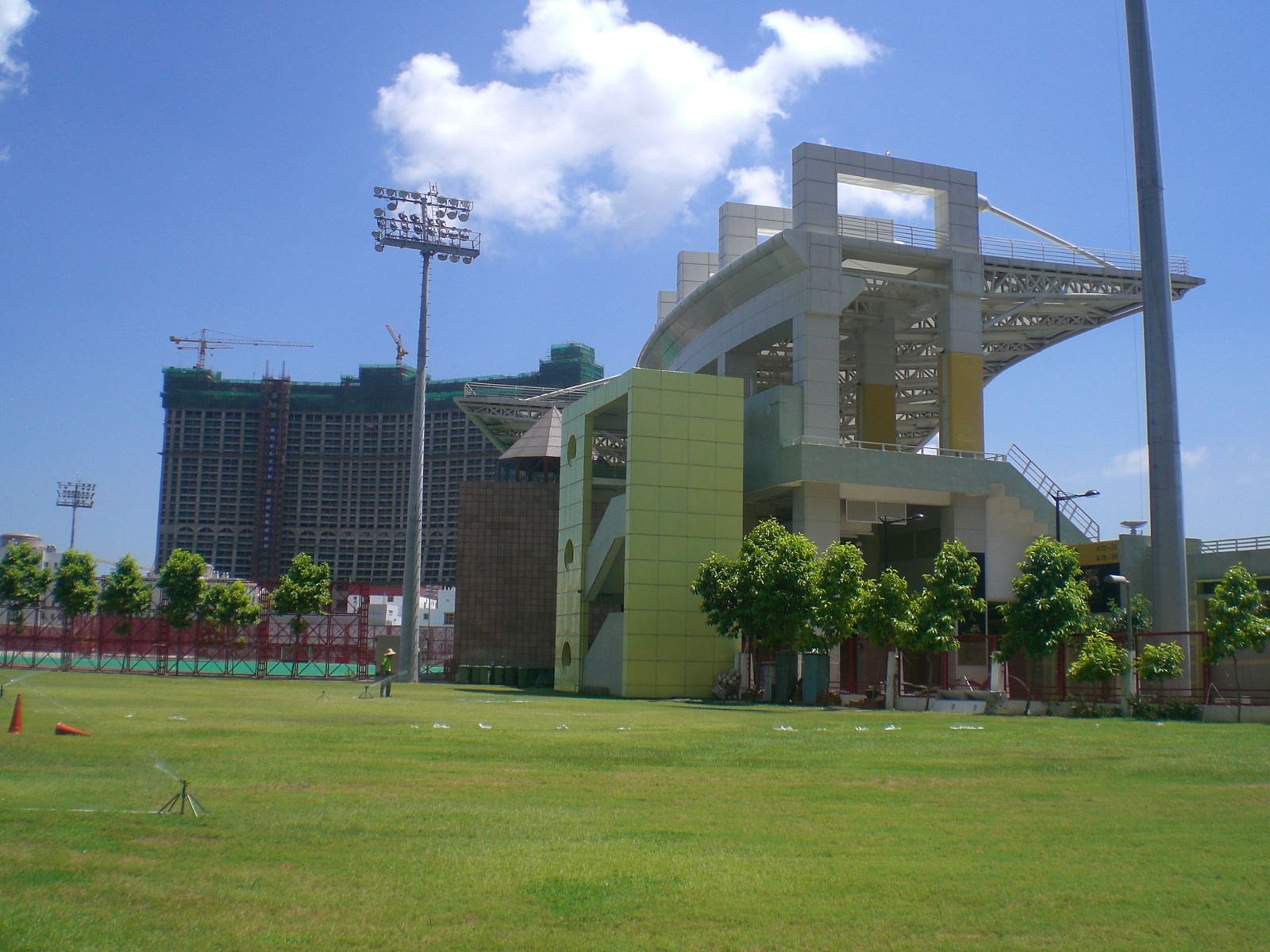
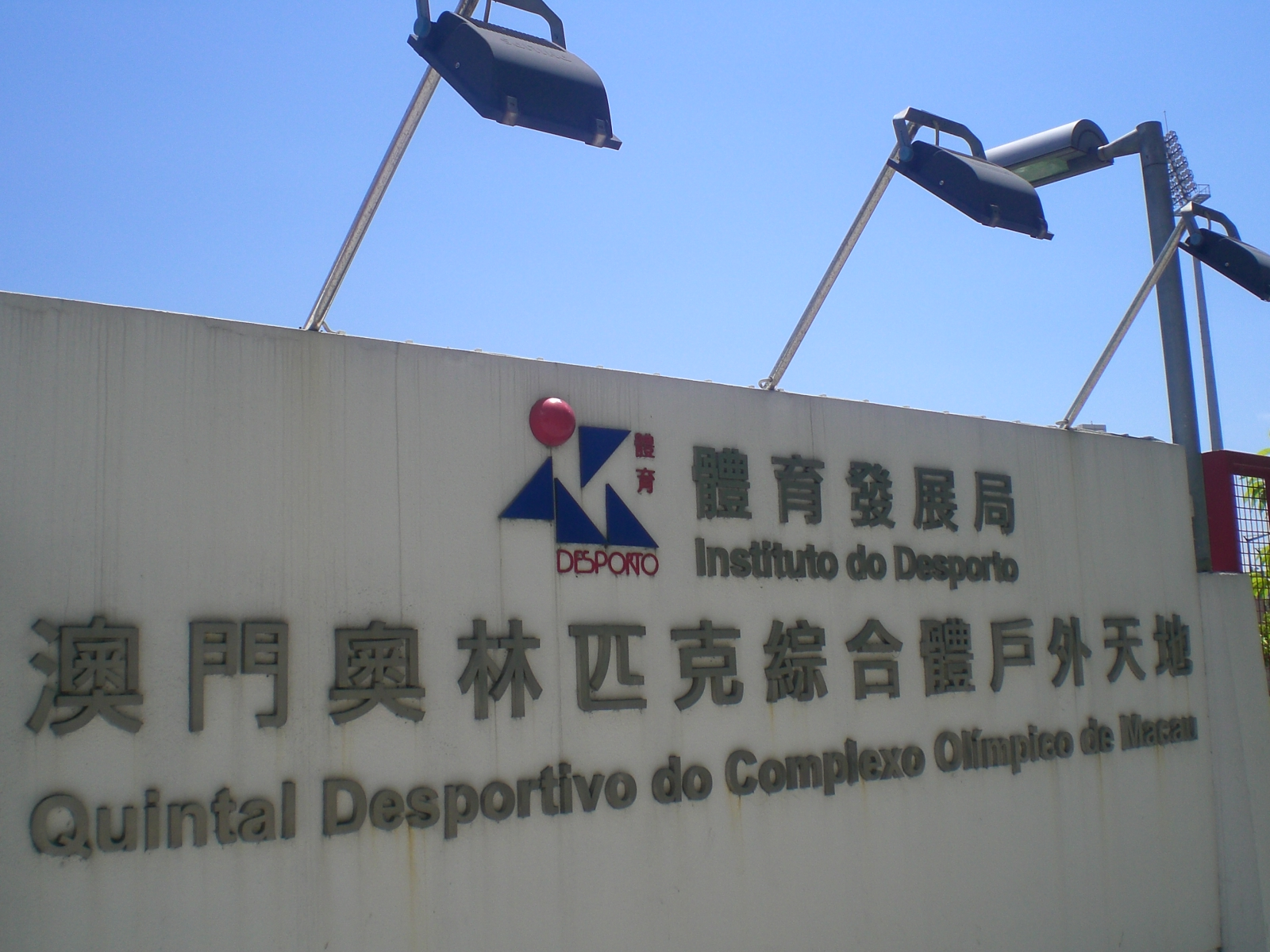